# 鼠の婿選び
鼠の婿選び（ねずみのむこえらび）は、鼠の娘の婿として一番偉い人を選ぼうとする日本の民話。同様の話はアジア各地に広がっている。題名は鼠の嫁入りとも。
稲田浩二『日本昔話通観』の昔話タイプ・インデックスでは568番。AT分類番号は2031C:474。

## あらすじ
鼠の両親が娘を一番偉い人の嫁にしようとする。まず太陽に頼みに行くが、太陽は自分を遮る雲の方が偉いという。雲は自分を吹きとばす風の方が偉いという。風は自分を遮る壁の方が偉いという。壁は自分をかじる鼠の方が偉いという。結局鼠に嫁入りすることになる:474。

### その他
『鼠草紙絵巻』は、清水寺の観音に、人間になりたいと願掛けしたネズミが人となり、娘と結ばれるも、正体が露見して破局する物語で、後述のインドのパンチャタントラ（3世紀）のネズミを人間の娘にする話に近い（人外が人に恋し、人間となって悲恋する話は人魚姫に近い）。

## 日本以外での類話
この話はアジア各地に広く分布している。稲田浩二はアイヌ、朝鮮、中国のワ族、モンゴル、インドネシア、ベトナム、ラオス、パンジャブ、アフガニスタン、コーカシア、シベリアのヴォグール・サモエード、アラスカのイヌイットの例をあげる:527-531。

### 韓国
崔仁鶴によると日本の「鼠の婿選び」に対応する民話に「鼠聟を捜し求めて」がある。鼠の夫婦が長女の聟としてもっとも強い人を捜してやろうとして旅に出るが、太陽→雲→風→弥勒（の像）→鼠（弥勒の足元を掘ると倒れてしまう）となり、帰って鼠を聟とする:187。文献上は17世紀はじめの柳夢寅『於于野談』に見えており、話は同じだが娘ではなく息子の結婚相手を探す話になっている。

### 中国
明の劉元卿『応諧録』に似たパターンの話がある。飼っていた猫を「虎猫」という名前で呼んでいた人に対して、客が虎よりも強い「竜猫」と呼んだらどうかと提案する。別な客たちによってより強いものが求められ、竜→雲→風→墻→鼠と変わっていく:479。この話は渡辺均『落語の研究』に「廻り落ち」の例として載っている。なお、同じ例は明の李開先『詞謔』『一笑散』にも見え、そちらの方が『応諧録』より古いという:73-74。
剪紙や木版画などに現れるモチーフとして「老鼠娶親・老鼠嫁女」があり、日本と同様に鼠がより優れた婿を探して太陽→雲→風→墻→鼠と変わる。よくある結末ではさらに鼠より猫が強いからといって猫と結婚するが、食べられてしまう:70。

### インド
パンチャタントラの話は少し長いが、中央部分は日本のものに近い。鷹に襲われた鼠を助けた行者が、鼠を人間の娘の姿に変えて育てた。娘が成長すると行者は彼女を立派な婿に嫁入りさせたいと思い、まず太陽を選ぼうとしたが、娘は拒絶した。太陽は自分よりも雲の方が強いと言った。このようにして雲→風→山を選ぼうとしたが娘はすべて拒絶した。最後に山に穴をあける鼠を選ぶと娘は喜んだ。行者は娘をふたたび鼠の姿に戻し、鼠と結婚させた。
これとほぼ同じ話が17世紀フランスのラ・フォンテーヌ寓話詩の第9巻第7話「娘に変身した二十日鼠」 (fr:La Souris métamorphosée en fille) として収録されている。
この話の外側の部分はイソップ寓話の「鼬（いたち）とアプロディテ」(Perry 50)に近い。イソップ寓話ではイタチが人間の男性に恋し、女神の力で人間の女に変身して結婚するが、鼠を見ると追いかけはじめた。それを見た女神は怒って彼女をイタチに戻した。

## 使用
1961年に東映動画の短編アニメーション映画『ねずみのよめいり』が製作された。
ロシアの2008年のねずみ年を祝うアニメーション映画特集で公開された『誇り高い二十日鼠』 (ru:Гордый мыш) はオセットの話としているが、話は鼠の婿選びとほぼ同様である。